# Wilhelm Heß (zoologiste)
Pour les articles homonymes, voir Hess.
Carl Friedrich Wilhelm Heß (également Hess, né le 3 novembre 1841 à Verden et mort le 6 juin 1918 à Hanovre) est un botaniste et zoologiste prussien.

## Biographie
Wilhelm Heß est le fils de l'inspecteur principal des impôts Friedrich Heß (né en 1791) et de son épouse Julie, née Weßberge (1802-1888). L'ingénieur hydraulique August Heß (1827-1894) est son frère.
William Hess étudié à l'université Georges-Auguste de Goettingen et obtient son doctorat en 1864 sous la direction de Wilhelm Moritz Keferstein à Göttingen en 1864 avec sa thèse Contributions à la connaissance des crabes décapodes de l'est de l'Australie. Hess travaille d'abord comme enseignant à Hanovre et à Northeim, avant d'accepter un poste de professeur de zoologie et de botanique à l'école polytechnique royale de Hanovre en 1874. En 1878, il reçoit le titre de professeur. De 1882 à 1890, il donne des cours de botanique et de zoologie à l'école vétérinaire et est également de 1874 à 1908 professeur assistant scientifique à temps partiel à l'école secondaire.
Wilhelm Heß travaille pour la Biographie générale allemande (ADB), pour laquelle il écrit de nombreuses biographies.
Carl Friedrich Wilhelm Hess est élu le 26 septembre 1892 membre (matricule 2963) de la Leopoldina.

## Travaux (sélection)
- Beiträge zur Kenntnis der Dekapoden-Krebse Ost-Australiens. Dissertation. Göttingen 1864
- Beiträge zur Kenntnis der Dekapoden-Krebse Ost-Australiens. In: Archiv für Naturgeschichte, 31, 1865, p. 127–173 (Digitalisat)
- Die Entwickelung der Pflanzenkunde in ihren Hauptzügen. Vandenhoeck, Göttingen 1872 (Digitalisat)
- Bilder aus dem Leben schädlicher und nützlicher Insekten. Die Hymenopteren. Carl Wilfferodt, Leipzig 1874
- Bilder aus dem Aquarium. 1. Band: Die wirbellosen Thiere des Meeres. Carl Rümpler, Hanovre, 1878 Digitalisat
- Bilder aus dem Aquarium. 2. Band: Die wirbellosen Thiere des Süßwassers. Carl Rümpler, Hanovre, 1878
- Das Süsswasseraquarium und seine Bewohner. Ein Leitfaden für die Anlage und Pflege von Süsswasseraquarien. Ferdinand Enke, Stuttgart 1886